# Densidad mineral ósea

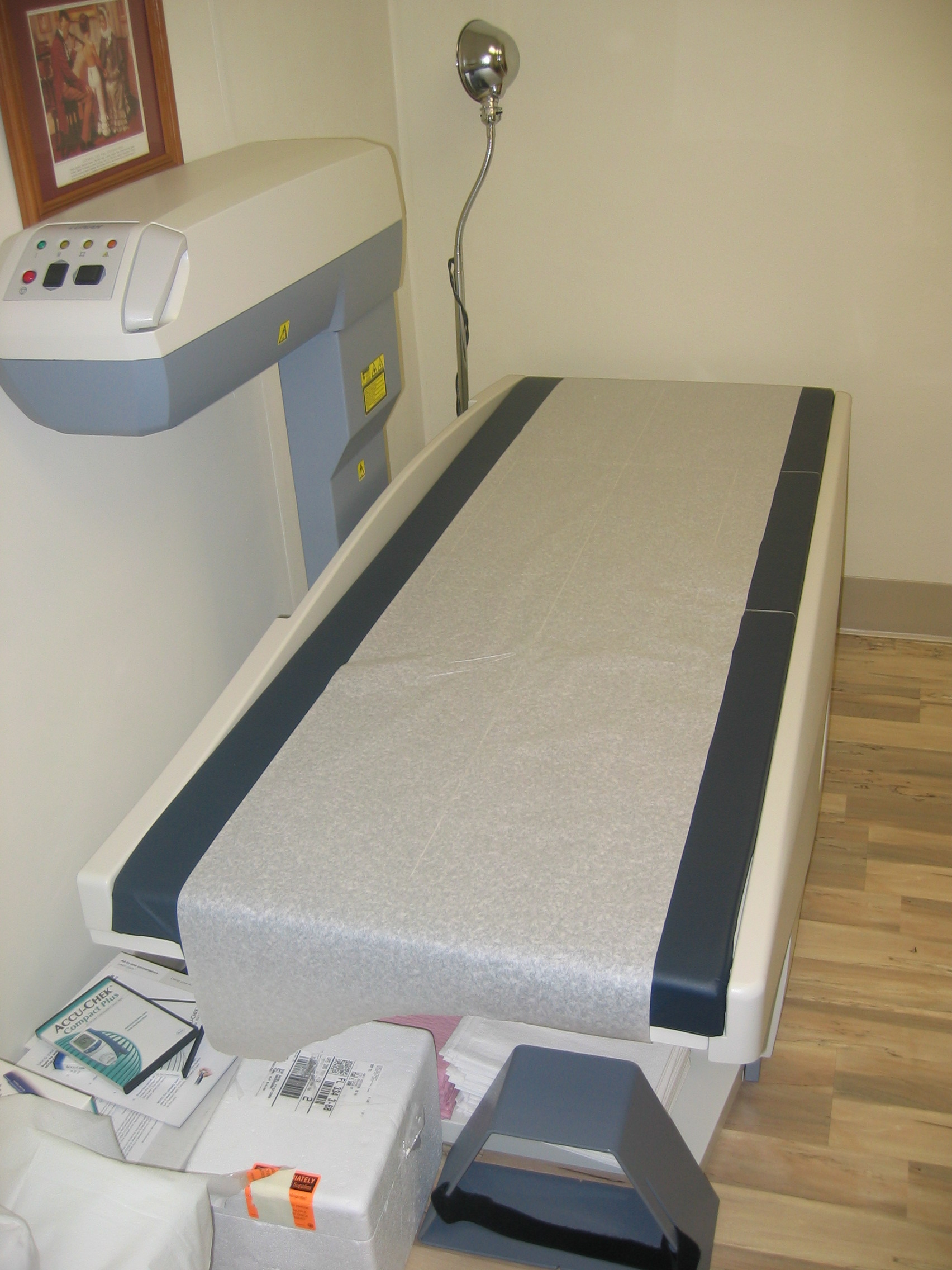
La densidad ósea se mide con esta máquina denominada densitómetro óseo

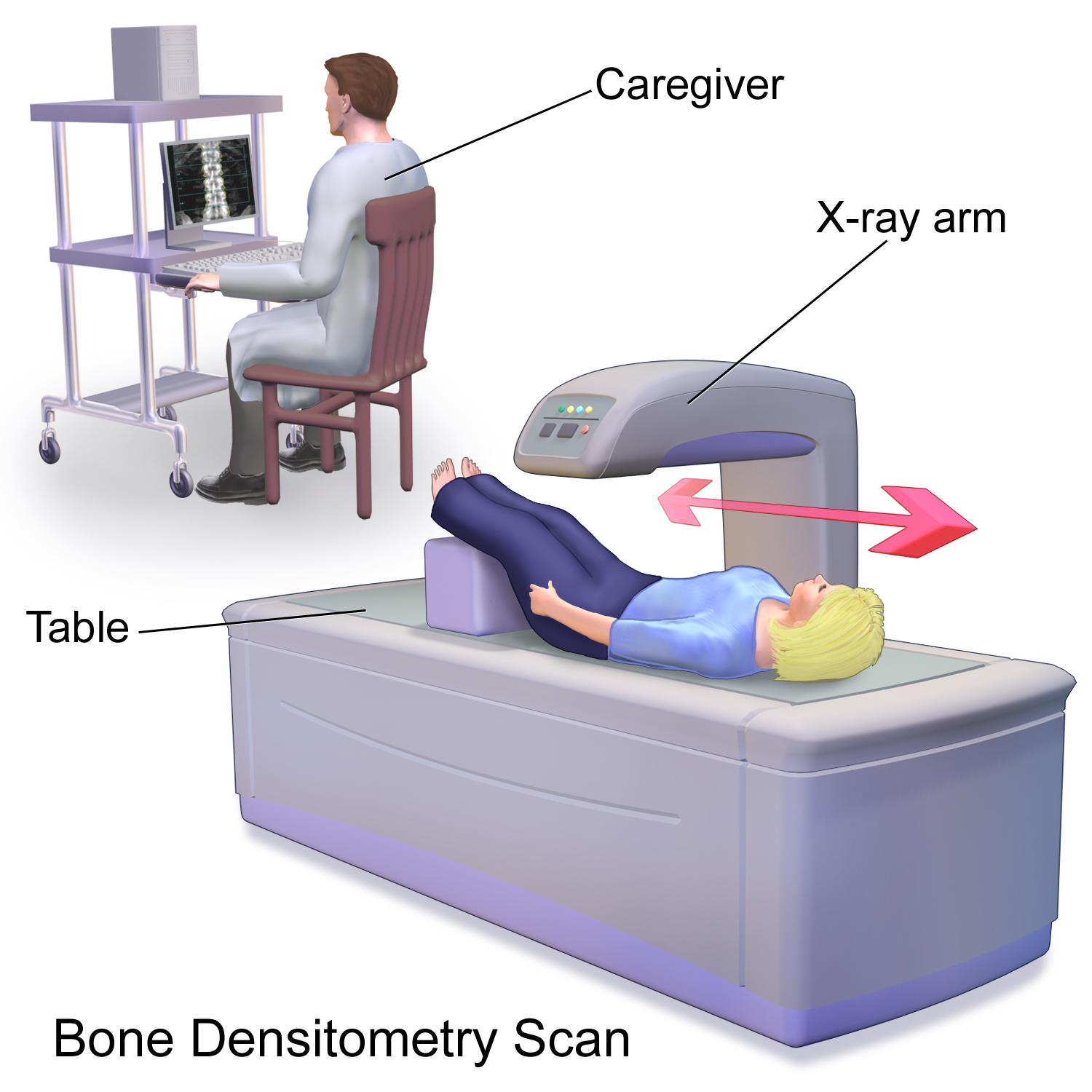
Croquis coloreado de una densitometría ósea en proceso

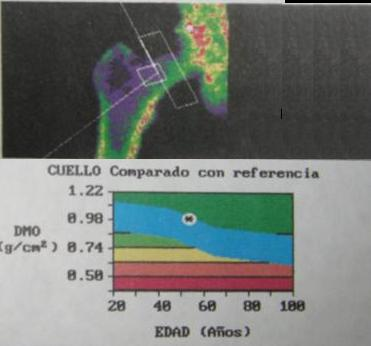
Arriba:imagen densitométrica a nivel del cuello femoral. Abajo:gráfica de los valores obtenidos

La densidad mineral ósea, densidad ósea, masa ósea o DMO es un término usado en medicina para referirse a la cantidad de materia mineral, generalmente fósforo o calcio  por unidad de área en los huesos. Se usa en la medicina clínica  para diagnosticar la  osteoporosis e indicar el riesgo de fractura ósea.
La densidad mineral ósea no se corresponde con la verdadera densidad física del hueso, que sería la masa por unidad de volumen. El valor de la densidad  ósea se calcula mediante la densitometría ósea, llevada a cabo en los departamentos de radiología o medicina nuclear de clínicas u hospitales. Normalmente se mide en la región lumbar de la espina dorsal y sobre la parte superior de la cadera, o en casos en que estas regiones no resulten accesibles, el antebrazo.
Existe una asociación estadística entre una densidad ósea baja y un alto riesgo de fractura. Las roturas de piernas y pelvis causadas por caídas son un problema serio de salud pública, especialmente en mujeres ancianas, y resultan en altos costes médicos, la incapacidad de llevar una vida independiente  e incluso riesgo de muerte. La medida de la densidad mineral ósea permite identificar a las personas con osteoporosis y proporcionarles un tratamiento para fortalecer los huesos.